# Czerwonka (Biskupiec)
Czerwonka (deutsch Rothfließ) ist ein Dorf in der Gmina Biskupiec (Stadt- und Landgemeinde Bischofsburg) im Powiat Olsztyński (Kreis Allenstein) der polnischen Woiwodschaft Ermland-Masuren.

## Geografische Lage

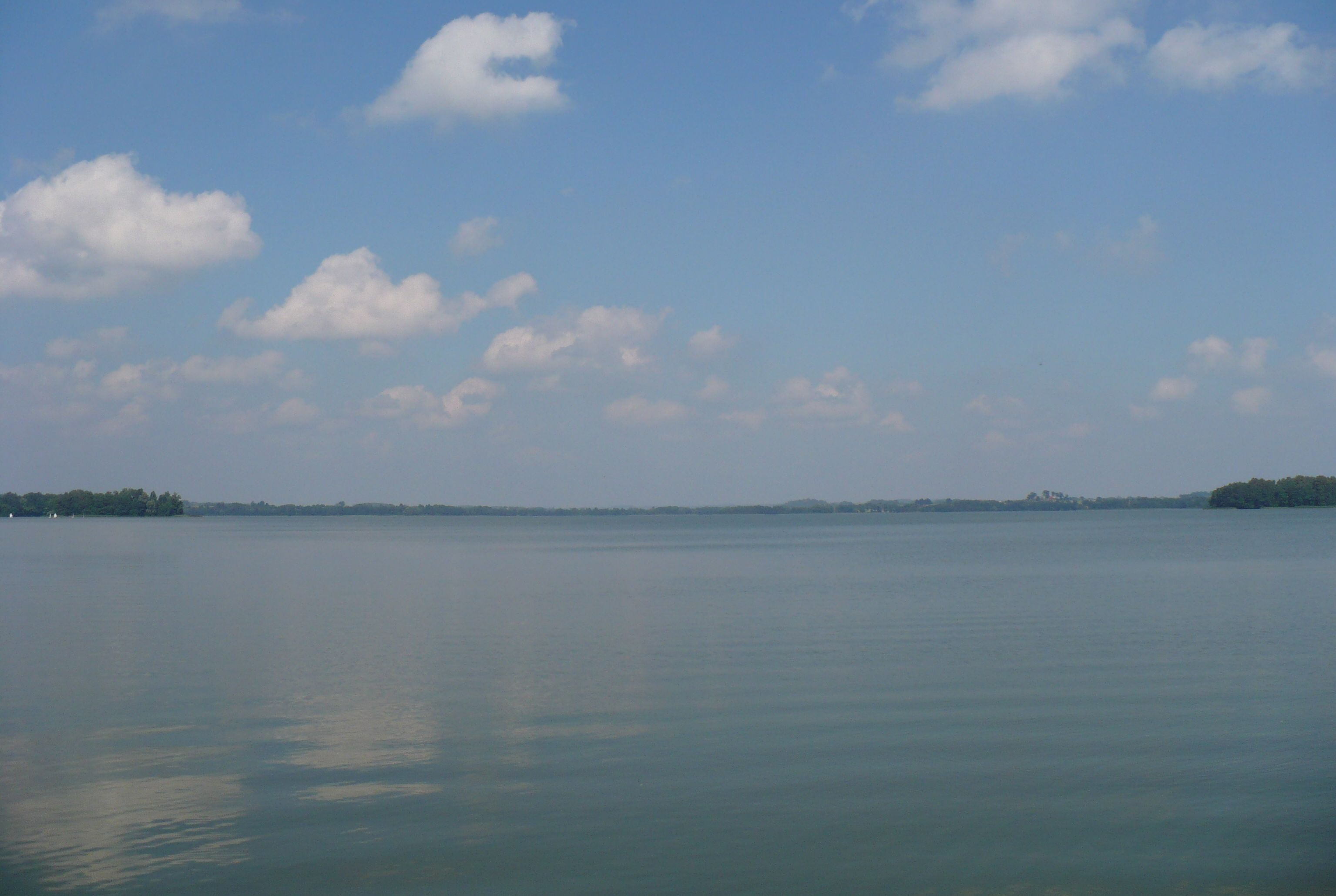
Daddaisee

Das Dorf liegt im historischen Ostpreußen am Ufer des Daddaisees (polnisch Jezioro Dadaj), etwa sechs Kilometer nordwestlich von Bischofsburg (Biskupiec). Bis zur früheren Kreisstadt Rößel (polnisch Reszel) sind es 22 km in nordöstlicher Richtung, die heutige Kreismetropole Olsztyn (Allenstein) liegt 32 km in südwestlicher Richtung.

## Geschichte
Das Dorf Rothfließ (nach 1820 noch Rothflies) wurde im Jahr 1365 gegründet; am 20. September jenes Jahres verlieh Bischof Johann II. Stryprock seinem getreuen Junker Tilo, Sohn des Tilo von Böhmen, zur Belohnung für treu geleistete Dienste 40 Hufen Wald zwischen Bößau (heute polnisch Biesowo) und den Zehnhuben (polnisch Kostrzewy) im Felde – genannt Kunzen am Daddaisee – als Reiterlehen zu Kulmer Recht. Daraus wurde Rothfließ.
Zwischen 1874 und 1945 war das Dorf in den Amtsbezirk Bößau (Sitz in Groß Bößau, polnisch Biesowo) eingegliedert. Er gehörte zum Kreis Rößel im Regierungsbezirk Königsberg (ab 1905 Regierungsbezirk Allenstein) in der preußischen Provinz Ostpreußen. Im gleichen Zeitraum war Rothfließ in das Standesamt Bößau einbezogen.
Aufgrund der Bestimmungen des Versailler Vertrags stimmte die Bevölkerung im Abstimmungsgebiet Allenstein, zu dem Rothfließ gehörte, am 11. Juli 1920 über die weitere staatliche Zugehörigkeit zu Ostpreußen (und damit zu Deutschland) oder den Anschluss an Polen ab. In Rothfließ stimmten 580 Einwohner für den Verbleib bei Ostpreußen, auf Polen entfielen keine Stimmen.
Am 30. September 1928 wurde der Nachbargutsbezirk Kunzkeim (polnisch Droszewo) nach Rothfließ eingemeindet.
Gegen Ende des Zweiten Weltkriegs besetzte im Frühjahr 1945 die Rote Armee die Region mit dem Dorf. Bald darauf wurde Rothfließ zusammen mit der südlichen Hälfte Ostpreußens unter polnische Verwaltung gestellt. Das Dorf erhielt den polnischen Ortsnamen Czerwonka. Soweit die deutschen Einheimischen nicht geflohen waren, wurden sie nach 1945 größtenteils vertrieben bzw. später ausgesiedelt und durch Polen ersetzt.
Czerwonka ist heute eine Ortschaft im Verbund der Stadt- und Landgemeinde Biskupiec (Bischofsburg) im Powiat Olsztyński (Kreis Allenstein), bis 1998 der Woiwodschaft Olsztyn, seither der Woiwodschaft Ermland-Masuren zugehörig.

### Bevölkerungsentwicklung
Die Zahl der Einwohner von Rothfließ steigerte sich von 218 im Jahr 1820 auf 597 im Jahr 1895 bzw. 580 im Jahr 1905. Am 1. Dezember 1910 lebten hier 836 Einwohner. Im Jahr 1933 waren 974 Einwohner verzeichnet, und im Jahr 1939 stieg ihre Zahl  auf 983. Nach einer Volkszählung im Jahr 2021 lebten in Czerwonka 869 Einwohner.

## Religionen

### Christentum

#### Evangelisch
Rothfließ gehörte bis 1945 zur evangelischen Kirche in Bischofsburg (heute polnisch Biskupiec) in der Kirchenprovinz Ostpreußen der Evangelischen Kirche der Altpreußischen Union. Zur besseren Betreuung der evangelischen Kirchenglieder in der Diasporaregion Rößel wurden in verschiedenen Orten kleine Kapellen errichtet, darunter auch eine in Rothfließ. Sie wurde am 27. Oktober 1895 eingeweiht.
Heute ist eine Kapelle in Biskupiec das Gotteshaus der evangelischen Einwohner Czerwonkas. Sie ist eine Filialkapelle der Pfarrei Sorkwity (deutsch Sorquitten) in der Diözese Masuren der Evangelisch-Augsburgischen Kirche in Polen.

#### Römisch-katholisch
Die Pfarrkirche der römisch-katholischen Kirchenglieder von Rothfließ war vor 1945 die in Groß Bößau im Bistum Ermland. Aber auch in Rothfließ stand eine Kapelle.
Heute besteht weiterhin der Bezug der Katholiken nach Biesowo, in der es jetzt eine Pfarrei innerhalb des Erzbistums Ermland der Römisch-katholischen Kirche in Polen gibt.

## Sehenswürdigkeiten
In Czerwonka steht noch unbeschädigt ein Denkmal für die im Ersten Weltkrieg Gefallenen in Form einer kleinen Kapelle aus rotem Backstein, erbaut im Jahr 1920.

## Söhne und Töchter des Ortes
- Alfred Preuß (1887–1947), Politiker der NSDAP

## Verkehr

### Straße
Czerwonka liegt an der verkehrspolitisch bedeutenden Nord-Süd-Achse der polnischen Landesstraße 57 (einstige deutsche Reichsstraße 128), die in Bartoszyce (Bartenstein) den von der russischen Oblast Kaliningrad kommenden Verkehr aufnimnmt und – die Woiwodschaft Ermland-Masuren durchquerend – in die Woiwodschaft Masowien in die Nähe der Stadt Pułtusk führt.

### Schiene

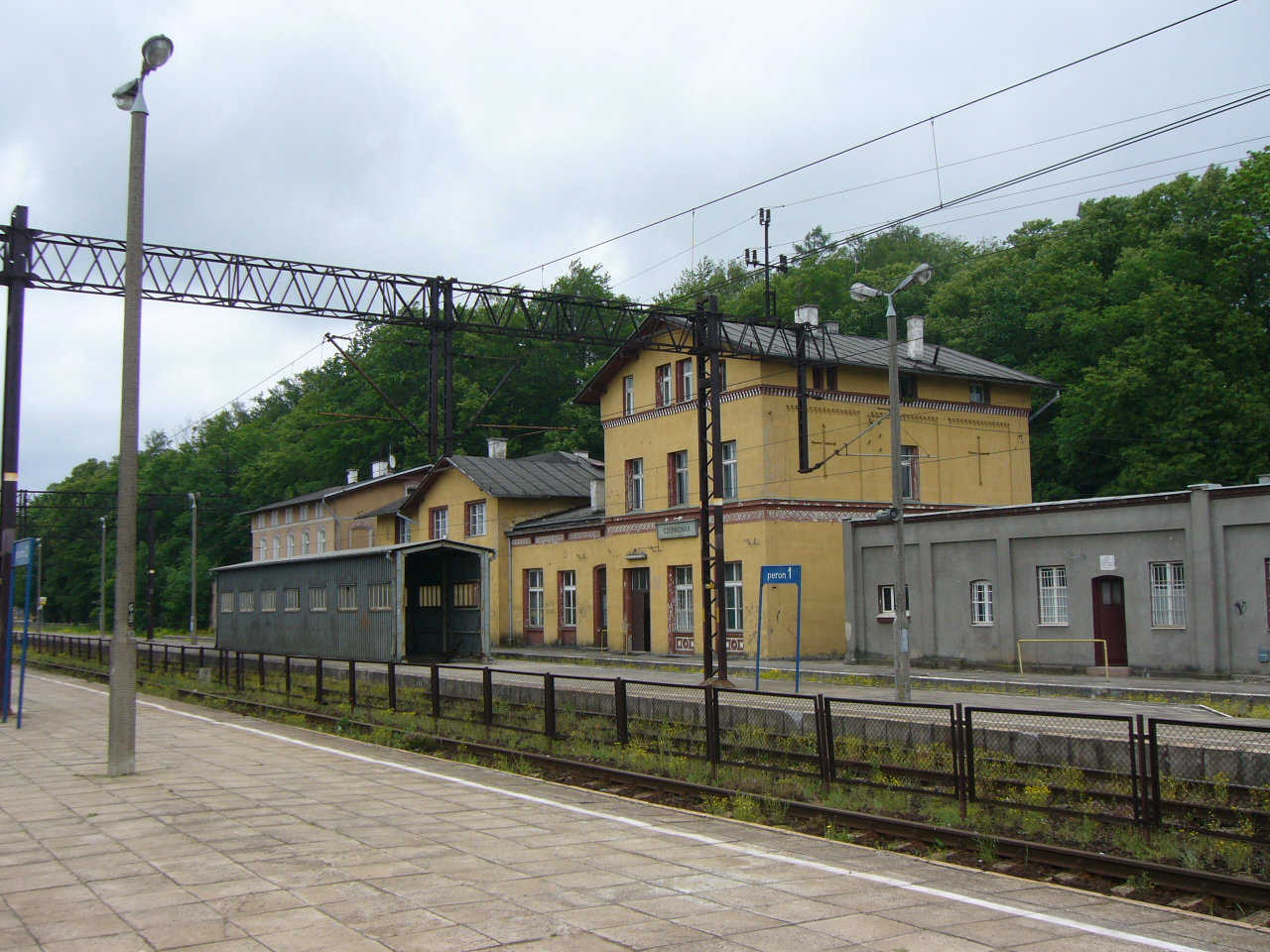
Bahnhof des Ortes

Am 1. Januar 1872 wurde in Rothfließ mit dem Bau der Bahnstrecke Thorn–Insterburg ein Bahnhof eingerichtet. In das nahe Bischofsburg verkehrte eine private Pferdeomnibuslinie. Mit dem Bau und der Eröffnung einer Nebenbahnstrecke von Königsberg (Preußen) (heute russisch Kaliningrad) via Zinten (russisch: Kornewo) über Landsberg (heute polnisch Górowo Iławeckie) nach Niedersee (polnisch: Ruciane-Nida) in Masuren zum 1. September 1898, heute ein Teilstück der Bahnstrecke Czerwonka–Ełk, gewann Czerwonken als Bahnknotenpunkt an zusätzlicher Bedeutung.
Heute wird nur noch die Teilstrecke Toruń–Korsze (deutsch Thorn–Korschen) in regulärem Betrieb befahren.